# Épeigné-sur-Dême
Épeigné-sur-Dême település Franciaországban, Indre-et-Loire megyében. Lakosainak száma 159 fő (2022. január 1.). Épeigné-sur-Dême Bueil-en-Touraine, Chemillé-sur-Dême, Neuvy-le-Roi, Villebourg, Villedieu-le-Château, Beaumont-sur-Dême és Dissay-sous-Courcillon községekkel határos.

## Népesség
A település népességének változása:
| Lakosok száma | 270  | 186  | 172  | 157  | 170  | 170  | 159  | 155  | 152  | 159  |
|               | 1968 | 1982 | 1990 | 2006 | 2013 | 2015 | 2017 | 2019 | 2020 | 2022 |